# Yelicones desertus
Yelicones desertus är en stekelart som beskrevs av Quicke, Austin och Chishti 1998. Yelicones desertus ingår i släktet Yelicones och familjen bracksteklar. Inga underarter finns listade i Catalogue of Life.